# Pet majskih dni
Pet majskih dni je slovenski srednjemetražna dokumentarna TV drama iz leta 1998.
Zgodbo je navdihnila resnična usoda devetnajstletnega vojaka Bojana Pluta iz Metlike, ki je oborožen pobegnil iz ljubljanske vojašnice, med begom ubil dva policista in se med obsežnim pogonom nanj dal ubiti. V filmu je mladenič ponazorjen z močeradom.

### Zgodba
Borut Rejc, mlad vojak JLA za časa černobilske jedrske katastrofe ne dobi izhoda za prvomajske praznike, zato odide brez dovoljenja. Ker je s sabo vzel puško, je v prekršku, in njegov brezciljni beg se stopnjuje v zmeraj hujše nasilje.

### Bojan Plut
Plut je ukradel brzostrelko in 700 nabojev, sredi noči ugrabil avto in se pred oropanim voznikom označil z besedami: »Sem izmeček«, »luknja«, .... Z ukradenimi vozili je predirjal več kot 1000 km. Ljudje, s katerimi se je želel pogovarjati, so ga prijavljali policiji. Med medsebojnim obstreljevanjem je ubil dva policista in dobil oznako agresivne in nevarne osebe. Smrt, ki jo je pričakoval v nekaj dneh, je odlagal. V dnevnik je zapisal tudi besedi »...do smrti«. Sredi velike zasede je storil samomor, potem pa so organi pregona še prestreljali s strojnico. Policija je na mrliški ogled pripeljala njegovega očeta.

## Produkcija
Film je produciral RTV Slovenija, koproducent je bil ATA produkcija.
Franci Slak je film posnel po starem scenariju, ker ga je pritegnil in ker obravnava privlačno novejšo zgodovino. Želel si je promovirati manj znan žanr dokumentarne drame. S filmom ni želel heroizirati ali patetizirati, ampak le spomniti na to, kar so vsi doživeli po svoje. Posvetil ga je vsem mladim ljudem, ki so v določenih okoliščinah v tistem času doživljali tragično usodo.

## Kritike
Željko Kozinc je Pluta opisal kot tipičnega mladega obupanca, ki se je moral pregnati do skrajnosti, da je končno našel smisle in da je le s svojo smrtjo lahko razumel, kaj bi mu moralo pomeniti življenje, saj so bile besede prijatelja duhovnika zanj premalo. Razveselilo ga je, da je kakšen slovenski film nastal po zgodbi iz časopisov in Pluta je videl kot dobro snov za nastanek mita, zato ga je film razočaral. Po njegovem se je mit strl v kolesju aktualnosti, ostali pa so le represija, lov na človeka, ki beži iz pasti in lovska slast. Film se mu je s svojim trkom dveh svetov zdel predvidljiv in videl ga je kot žrtev slovenske samomorilnosti, ki je proti mitom, ki so pravični in na strani življenja. Ni mu bilo všeč, da se Plutov filmski alter ego plazi po močeradje in da zbuja gnus ter da sledi le svojim instinktom in nagonom ter se maščuje karikiranim institucijam. Po njegovem je gledalec, ki je potreboval junaka, ostal v zadregi in se spraševal, kaj pomeni svoboda, ki zanika drugačno eksistenco in moralne vrednote, ki se ne ustavi niti pred maščevalnim ubojem drugega človeka in ki si končno izbere edino svobodo, ki jo človek res ima, samomor.
Peter Kolšek se je strinjal, da je mladi vojak kot močerad, saj ta slepa in plazeča se žival kričečega videza dobro ponazarja mladeniča, ki je brez načrtov o sebi in protestnega projekta zoper sistem in ki svoje nelagodje izraža z avtentično, primitivno gesto svobode. Glavnega igralca Potočnika je označil kot pravo mešanico introvertiranosti in eruptivnosti. Starega naveličanega policista in mladega zagretega komisarja je opisal kot brezbrižneža, ki pričakujeta, da se bo malovreden plen prej ko slej ujel in sta zato s svojo akcijo diletantska. Pohvalil je primerno fotografijo in dobro glasbo. Vlogo župnika, ki je na vojakovi strani, je videl kot simbolno, saj sta v osemdesetih režim in Cerkev znala stopiti skupaj. Poročila o Černobilu so se mu zdela odveč, saj so vtis splošne katastrofičnosti ustvarili že dobro izdelani liki preganjalcev. Film je videl kot dokaz, da se da iz stare in dokaj nepomembne zgodbe narediti solidno fikcijo. Menil je, da je Slak v tem primeru s skromnimi filmskimi sredstvi dosegel tisto, kar mu ni uspelo z izdatnejšimi pri Hudodelcih. Pripeljal je namreč rahel vonj po zgodovini, s katerim je zganil otrpel, a občutljiv mehanizem neke vojaško-policijske zgodbe, ki je danes precej irelevantna.

## Zasedba
- Uroš Potočnik: vojak Borut Rejc
- Pavle Ravnohrib: župnik
- Slavko Cerjak: komisar
- Dare Valič: policist
- Janez Albreht
- Ludvik Bagari
- Gregor Baković
- Jožef Ropoša
- Željko Vukmirica

## Ekipa
- fotografija: Valentin Perko
- glasba: Mitja Vrhovnik Smrekar
- montaža: Nikita Maja Lah
- scenografija: Matjaž Pavlovec
- kostumografija: Zvonka Makuc
- maska: Mirjam Kavčič

## Nagrade
- Festival slovenskega filma 1998: Stopova nagrada Epizodist leta: Dare Valič